# NGC 5815
NGC 5815 est une petite galaxie spirale située dans la constellation de la Balance. Sa vitesse par rapport au fond diffus cosmologique est de 3 199 ± 15 km/s, ce qui correspond à une distance de Hubble de 47,2 ± 3,3 Mpc (∼154 millions d'al). NGC 5815 a été découverte par l'astronome américain Francis Leavenworth en 1886.
NGC 5815 présente une large raie HI. 